# Kantathee Supamongkol
Kantathee Supamongkol (en thaï กันตธีร์ ศุภมงคล, né le 3 avril 1952), est un diplomate et homme politique thaïlandais. Il fut Ministre des Affaires étrangères du 11 mars 2005 au 19 septembre 2006, date du coup d'État.